# Печать зла
«Печать зла» (англ. Touch of Evil, более точный перевод — "недобрый штрих", либо "следы зла") — американский фильм-нуар 1958 года. Сценарий был написан Орсоном Уэллсом по мотивам романа Уита Мастерсона «Знак зла» (англ. Badge of Evil). Он также был режиссёром и исполнителем одной из главных ролей. Кроме Уэллса в фильме снимались Чарлтон Хестон, Джанет Ли, Джозеф Каллея, Аким Тамиров, Жа-жа Габор и Марлен Дитрих.
«Печать зла» является одним из поздних фильмов жанра «нуар», снятых в так называемый период классического нуара (с начала 1940-х по конец 50-х). Некоторыми киноведами считается одной из лучших режиссёрских работ Уэллса, а также одним из лучших классических нуаров. 
В 1993 году картина была включена в Национальный реестр фильмов Соединённых Штатов Америки.

## Сюжет
Печатью зла отмечен маленький городок на американо-мексиканской границе. Её оттиск ложится и на главных героев — на мексиканского агента отдела по борьбе с наркотиками Варгаса, превращающегося из законопослушного мужа и полицейского в мстительного безумца; на его невинную жену Сьюзан, погружённую преступниками в пучину наркотического транса; и на американского полицейского Хэнка Куинлена, не брезгующего никакими средствами, чтобы состряпать дело.

## В ролях
| Актёр                | Роль                   |
| -------------------- | ---------------------- |
| Чарлтон Хестон       | Рамон Мигель Варгас    |
| Джанет Ли            | Сьюзан Варгас          |
| Орсон Уэллс          | Хэнк Куинлен           |
| Джозеф Каллея        | Пит Мензис             |
| Аким Тамиров         | Джо Гранди             |
| Джоанна Мур          | Марсиа Линнекар        |
| Рэй Коллинз          | окружной прокурор Эдер |
| Деннис Уивер         | ночной портье          |
| Валентил де Варгас   | Панчо                  |
| Морт Миллс           | Эл Шварц               |
| Виктор Миллан        | Маноло Санчез          |
| Лало Риос            | Ристо                  |
| Джои Лэнсинг         | блондинка              |
| Гарри Шэннон         | шеф полиции Пит Гульд  |
| Расти Уэскотт        | Кейси                  |
| Арлин Макуейд        | Джинни                 |
| Дэн Уайт             | пограничник            |
| Жа Жа Габор          | владелица стрип-клуба  |
| Марлен Дитрих        | Тана                   |
| Мерседес Маккэмбридж | наркоманка             |
| Вильям Таннен        | Говард Франц           |
| Джозеф Коттон        | детектив               |

## История создания
Чарлтон Хестон вспоминал, что Уэллса изначально наняли только как актёра. Студия стремилась заполучить на главную роль Хестона, но он не хотел подписывать контракт до того, как утвердят режиссёра. Узнав, что в актёрский состав будет включён Уэллс, Хестон проявил больше заинтересованности в проекте при условии, что Уэллс будет также режиссёром фильма.
По другой версии, Уэллс незадолго до того работал на фильме «Человек в тени» с продюсером Альбертом Загсмитом, известным как «Король категории B», и был готов что-нибудь снять для него. Загсмит предложил Уэллсу кипу сценариев, из которой тот попросил худший, желая доказать, что может сделать из него великий фильм. В то время сценарий назывался «Знак зла» (англ. Badge of Evil), по одноимённому роману Уита Мастерсона. Уэллс переработал сценарий и запустил его в производство. После десятилетия, проведённого в Европе, Уэллс стремился снова работать в Голливуде, поэтому согласился только на гонорар за роль Куинлена.
Многие актёры снимались в маленьких ролях и по ставке ниже обычной только ради того, чтобы работать с Уэллсом.
Съёмки закончились в срок, Уэллс предоставил студии черновой вариант фильма и был убеждён, что его голливудская карьера возобновилась. Однако на студии фильм был основательно перемонтирован и частично переснят. Фильму была присвоена категория B, он демонстрировался вторым номером в ходе сдвоенных киносеансов. Несмотря на скромные сборы в США, в Европе фильм был принят хорошо, особенно критиками наподобие будущего режиссёра Франсуа Трюффо. Марлен Дитрих считала свою роль в этом фильме лучшей в своей актёрской карьере.

## Три версии фильма
Существуют три версии фильма: 1958, 1976 и 1998 гг. Изначально студия Universal осталась недовольна материалом Уэлсса и перемонтировала его, наняв другого режиссёра для того, чтобы доснять несколько сцен. В таком виде фильм увидел свет как 93-минутная лента в 1958 году. Уэллс остался крайне недоволен этой версией и написал комментарий на 58 страницах, где пояснял, каким был должен быть фильм. Впоследствии в архивах нашлась 108-минутная версия, более близкая к видению Уэллса, и в таком виде фильм был представлен публике в 1976 году. Наконец, в 1998 году были проведены реставрационные работы и перемонтаж, с учётом замечаний, изложенных в 58-страничном письме самого Уэллса, и так была обнародована 111-минутная версия картины, которая ныне считается классической.

## Признание
- Национальный реестр фильмов (1993)
- 100 самых остросюжетных американских фильмов за 100 лет по версии AFI (2001) - 64-е место